# Pileolaria dalestraughanae
Pileolaria dalestraughanae är en ringmaskart som beskrevs av Vine 1972. Pileolaria dalestraughanae ingår i släktet Pileolaria och familjen Serpulidae. Inga underarter finns listade i Catalogue of Life.